# Saint-Groux
Saint-Groux é uma comuna francesa na região administrativa da Nova Aquitânia, no departamento de Charente. Estende-se por uma área de 4,50 km². Em 2010 a comuna tinha 136 habitantes (densidade: 30,2 hab./km²).